# Linia kolejowa Oulu – Tornio
Linia kolejowa Oulu – Tornio – linia kolejowa łącząca fińskie miasta Oulu i Tornio. Została otwarta 16 października 1903 r. jako linia Tuira – Tornio. Ma długość 131,9 km i typowy dla kraju rozstaw szyn 1524 mm.
Linia ta jest jedyną drogą kolejową do części Finlandii na północ od Oulu. Obsługuje ruch m.in. do Tornio, Kemi, Kemijärvi, Rovaniemi i Kolari, a także ruch towarowy do Szwecji przez przejście kolejowe w Haparanda (fiń. Haaparanta). VR obsługuje również w tych relacjach bezpośrednie połączenia z Helsinkami.

## Infrastruktura
Linia jest jednotorowa, w standardowym fińskim rozstawie 1524 mm. Zelektryfikowana na odcinku Oulu – Laurila od 2004 roku. Elektryfikacja pozostałego odcinka, m.in. w celu przywrócenia połączeń pasażerskich ze Szwecją, jest w planach.

### Rozgałęzienia
| Miejsce     | Linia                    | Komentarz                                                        |
| ----------- | ------------------------ | ---------------------------------------------------------------- |
| Oulu        | Oulu – Seinäjoki         |                                                                  |
| Oulu        | Oulu – Kontiomäki        |                                                                  |
| Oulu Tuira  | linia na Vihreäsaari     | rozebrana bocznica do terminala paliwowego na Vihreäsaari w Oulu |
| Haukipudas  | Haukipudas – Martinniemi | nieczynna                                                        |
| Pyy         | Pyy – Veitsiluoto        |                                                                  |
| Kemi        | Kemi – Ajos              |                                                                  |
| Lautiosaari | Lautiosaari – Elijärvi   |                                                                  |
| Laurila     | Laurila – Kelloselkä     |                                                                  |
| Tornio      | Tornio – Kolari          |                                                                  |
| Tornio      | Tornio – Röyttä          |                                                                  |
| Tornio      | Tornio – Haparanda       |                                                                  |

## Galeria

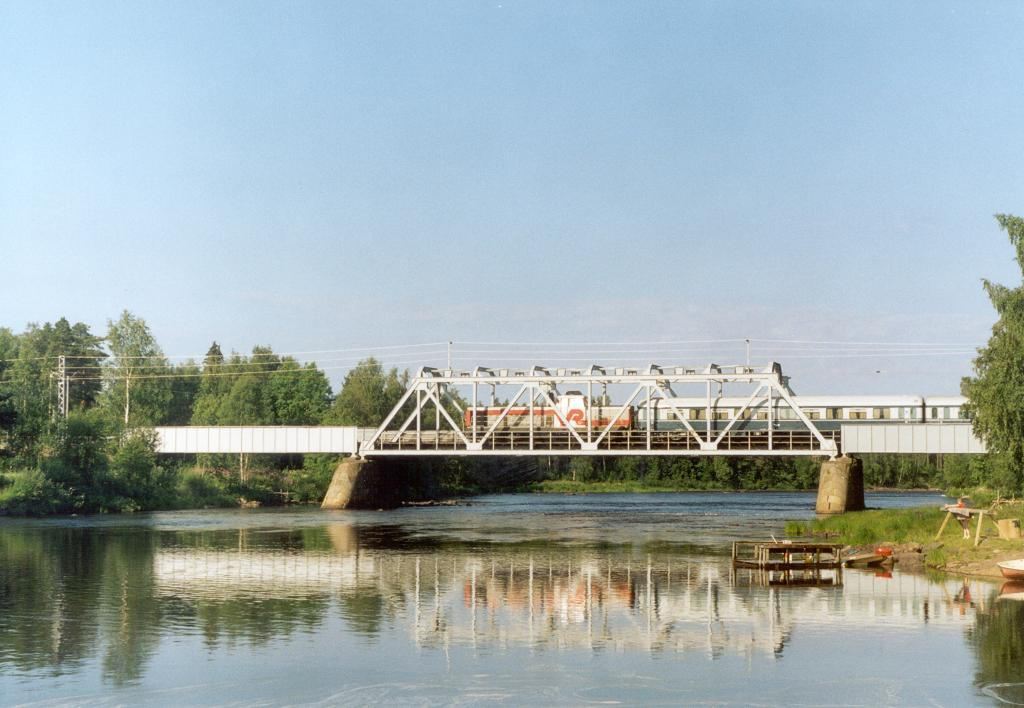
Pociąg na moście na rzece Kiiminkijoki w pobliżu Haukipudas
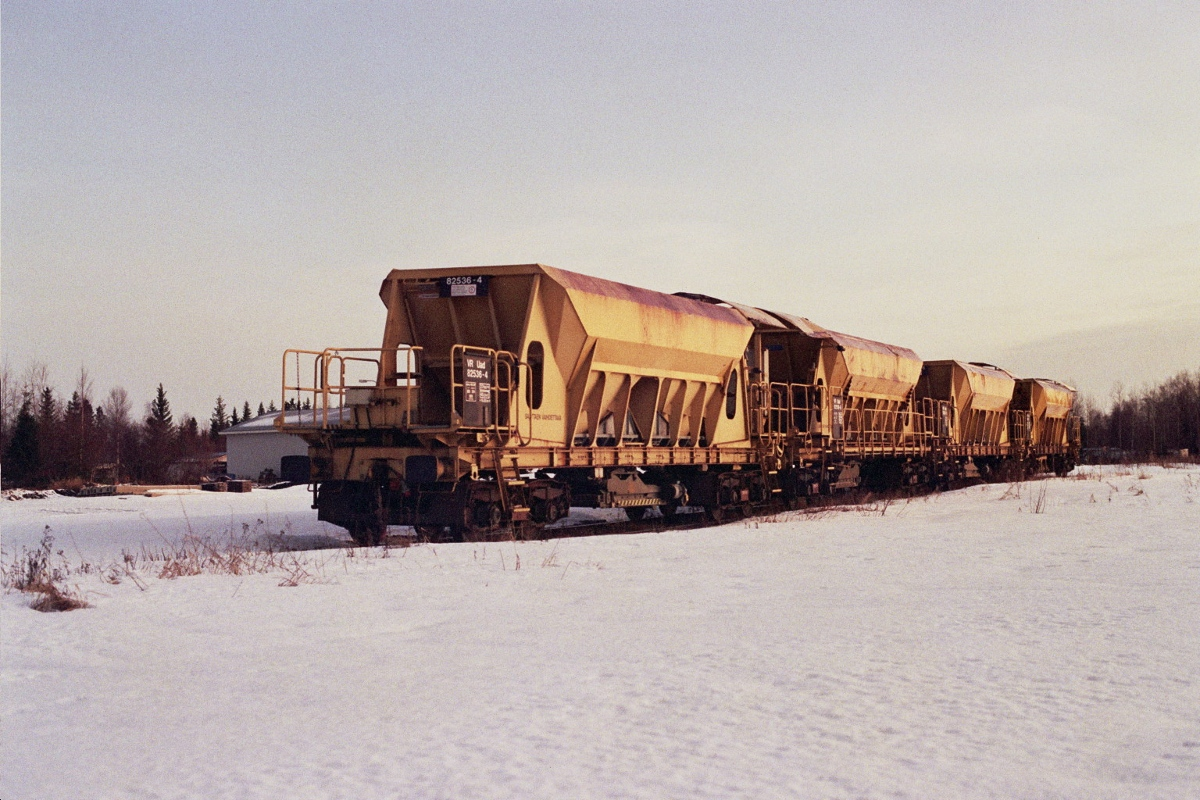
Wagony towarowe w Tornio
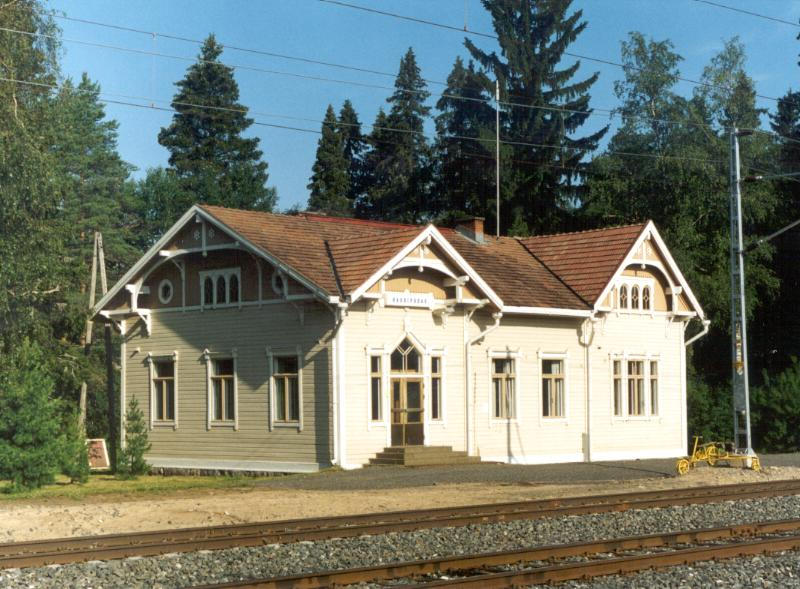
Budynek stacji w Haukipudas
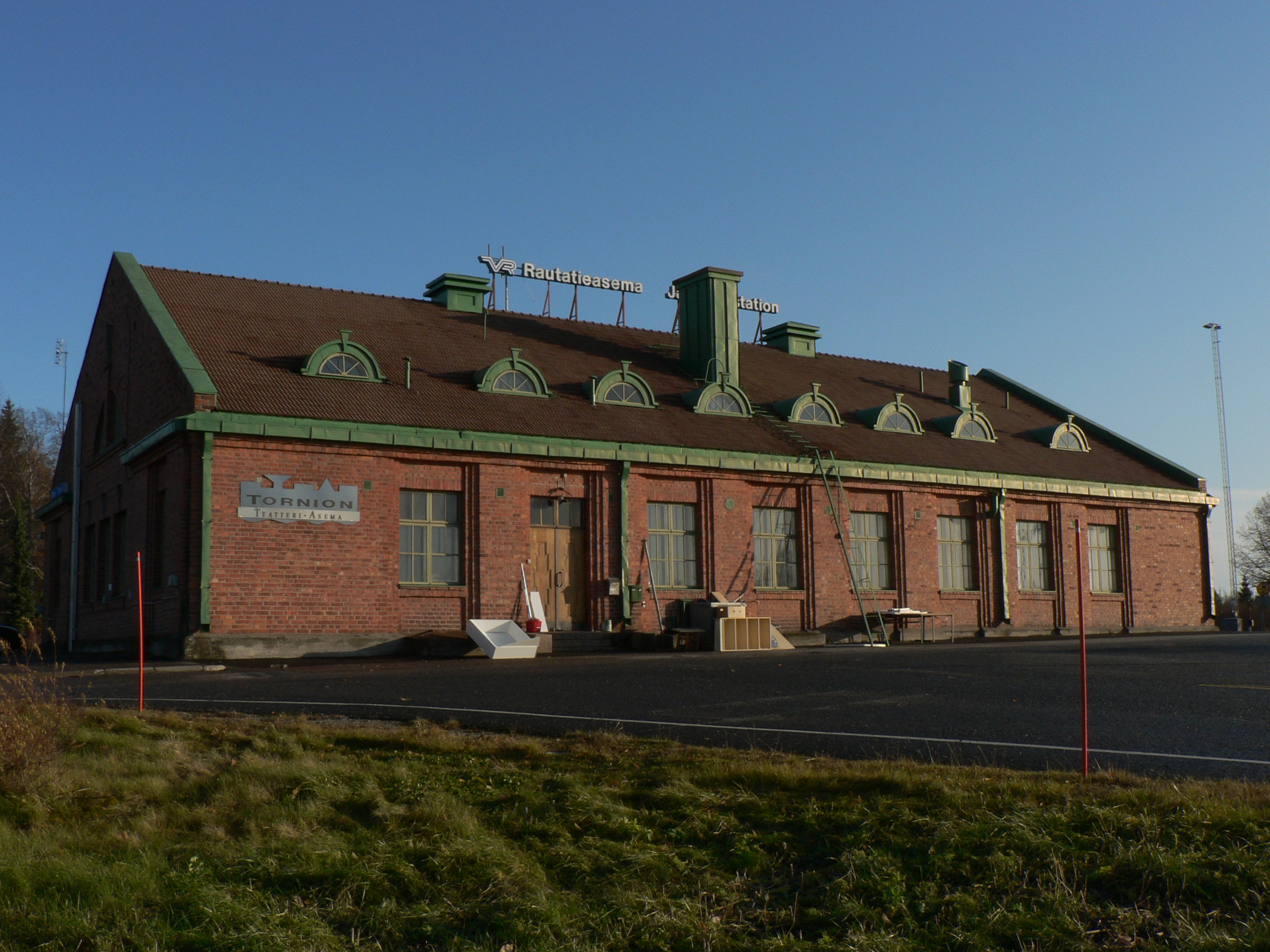
Dworzec w Tornio
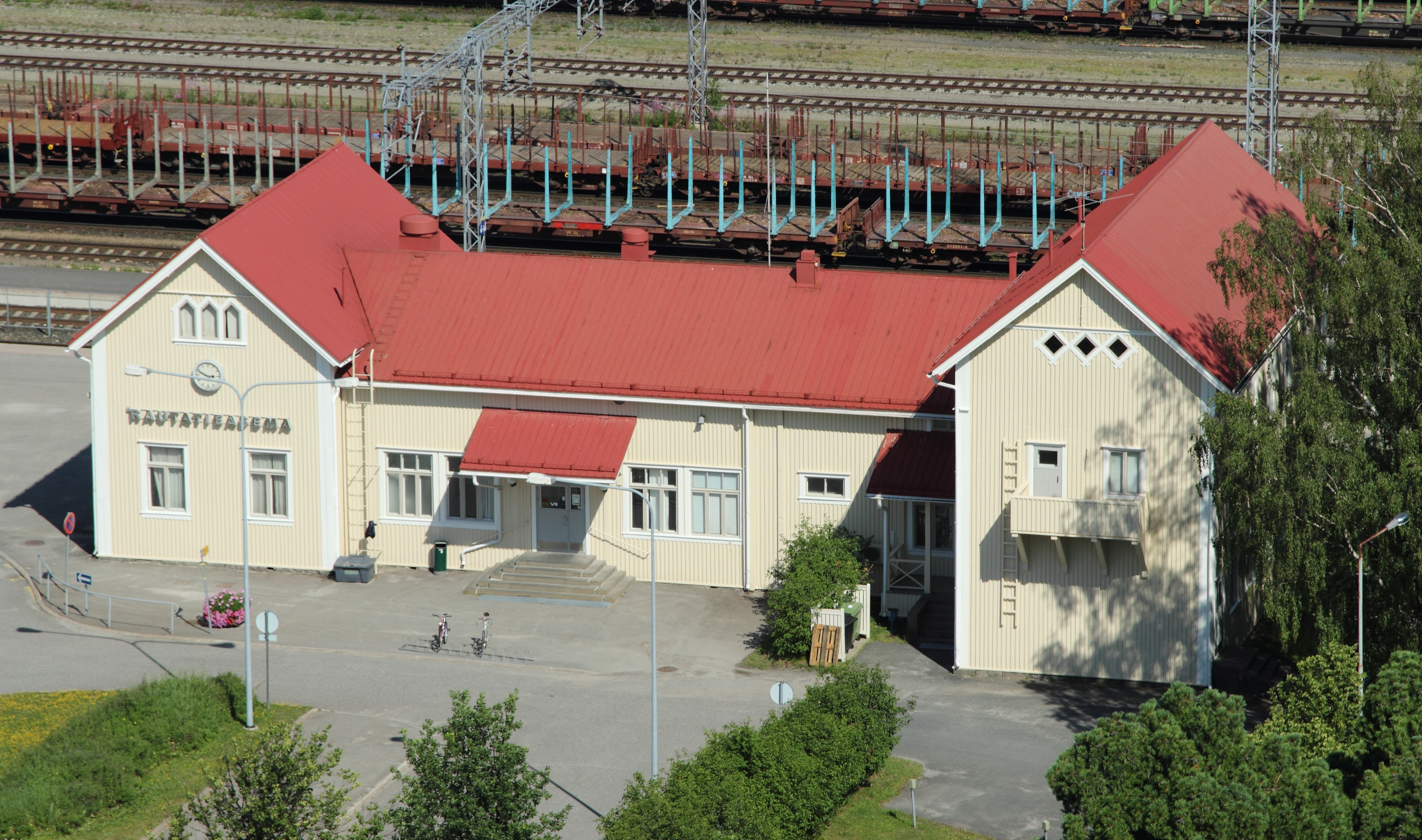
Stacja w Kemi
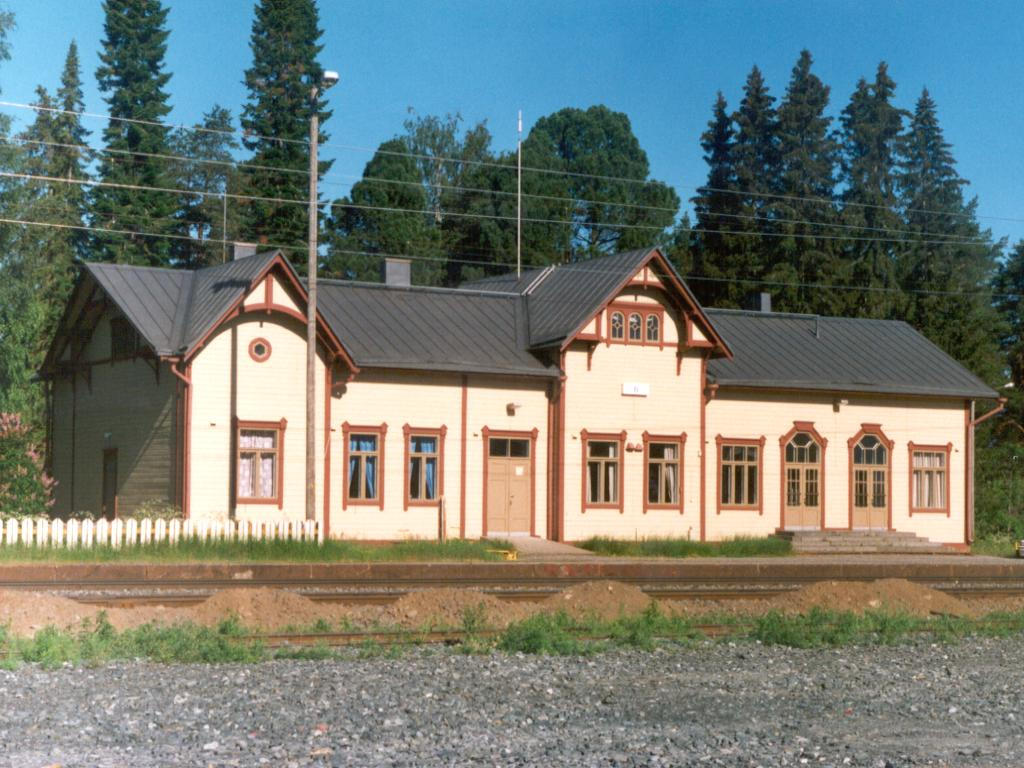
Stacja w Ii